# Anastasija Marsenić
Anastasija Marsenić (* 24. Februar 2003 in Ballerup, Dänemark) ist eine montenegrinische Handballspielerin, die für die montenegrinische Nationalmannschaft aufläuft.

## Karriere

### Im Verein
Marsenić wurde in Dänemark als Tochter montenegrinischer Eltern geboren, wo sie aufwuchs. Sie spielte in ihrer Jugend für die dänischen Vereine FIF, Herlev/Hjorten Håndbold und HIK. Anschließend lief sie für die Damenmannschaft von Virum-Sorgenfri HK auf.
Im Sommer 2020 unterschrieb die Linkshänderin einen Vertrag beim montenegrinischen Erstligisten ŽRK Budućnost Podgorica. Mit Budućnost Podgorica gewann sie im Jahr 2021 sowohl die montenegrinische Meisterschaft als auch den montenegrinischen Pokal. Zur Saison 2021/22 wechselte die Außenspielerin zum norwegischen Erstligisten Molde HK. Mit Molde stand sie im Jahr 2021 im norwegischen Pokalfinale. Marsenić kehrte im Sommer 2023 zum ŽRK Budućnost Podgorica zurück. Mit Budućnost Podgorica gewann sie 2024 und 2025 sowohl die montenegrinische Meisterschaft als auch den montenegrinischen Pokal. Seit der Saison 2025/26 steht sie beim dänischen Erstligisten København Håndbold unter Vertrag.

### In Auswahlmannschaften
Marsenić nahm an regionalen Fördertrainingseinheiten des dänischen Handballverbands für Spielerinnen des Jahrgangs 2003 teil. Für die montenegrinische Jugendnationalmannschaft wirkte sie im Sommer 2019 bei der U-17-Europameisterschaft mit. Marsenić wurde im September 2019 vom Nationaltrainer Per Johansson für zwei Qualifikationsspiele zur Europameisterschaft 2020 in das Aufgebot der montenegrinischen A-Nationalmannschaft berufen, in denen sie letztendlich nicht im Kader stand. Für die montenegrinische Juniorinnennationalmannschaft kam sie bei der U-19-Europameisterschaft 2021 und bei der U-20-Weltmeisterschaft 2022 zum Einsatz. Mit der A-Nationalmannschaft nahm sie an der Weltmeisterschaft 2023 teil, die sie mit ihrer Mannschaft auf dem siebten Platz abschloss. Marsenić erzielte in Turnierverlauf fünf Treffer.